# Villa Elaine
Villa Elaine fue el segundo álbum de estudio de Remy Zero, lanzado en 1998 y producido por Geffen Records. Después de grabar el álbum, Radiohead, con quien la banda había hecho una gira con anterioridad, agregó Remy Zero a su gira de OK Computer. El álbum se hizo popular por la canción "Prophecy", que fue utilizado en la banda sonora de las películas She's All That y The Last Kiss. La canción "Fair" se utilizó en la banda sonora de la película ganadora del Grammy, Garden State de Zach Braff y Fanboys. "Hermes Bird" se utilizó en las series de televisión Felicity y Charmed. "Problem" apareció en la banda sonora de la película de Drew Barrymore "Never Been Kissed".

## Lista de canciones
1. "Hermes Bird" – 3:56
2. "Prophecy" – 3:24
3. "Life in Rain" – 3:36
4. "Hollow" – 6:21
5. "Problem" – 3:29
6. "Whither Vulcan" – 4:13
7. "Gramarye" – 5:16
8. "Yellow Light" – 4:03
9. "Motorcycle" – 3:38
10. "Fair" – 3:56
11. "Goodbye Little World" – 13:29